# Verticillitidae
Verticillitidae is een familie van sponsdieren uit de klasse van de Demospongiae (gewone sponzen). 

## Geslacht
- Vaceletia Pickett, 1982